# Кавендиш, Ада
Ада Кавендиш (англ. Ada Cavendish; 1839 — 5 октября 1895) — английская актриса. Была известна по ролям в пьесах Шекспира, а также в связи с популяризацией в США пьес Уилки Коллинза.
Дебютировала в 1863 году в музыкальных комических постановках. Получила известность как исполнительница шекспировских героинь: Джульетта, Беатриче, Розалинда. Пользовалась успехом в ролях Мисс Гвилт и Мерси Меррик (в сценической версии романа «Армадэль» и пьесе «Новая Магдалина» Уилки Коллинза).
Была замужем за издателем Фрэнсисом Маршаллом (1840 — 1889).
Похоронена в Лондоне.